# Гамейро, Кевин
Кеви́н Домене́к Гамейро́ (фр. Kevin Dominique Gameiro; 9 мая 1987, Санлис) — французский футболист, нападающий. Выступал за сборную Франции.

## Клубная карьера
Гамейро родился в Санлисе, коммуне департамента Уаза, что в 35 километрах к северу от Парижа. Его родственники по отцовской линии переехали во Францию из Португалии, поэтому имеет португальскую фамилию. Заниматься футболом начал в возрасте восьми лет в команде «Марли-ла-Виль», неподалёку от своего родного города. В 13-летнем возрасте оказался в команде «Шантийи», где был замечен одним из скаутов «Страсбура» и в 2002 году стал игроком молодёжного состава эльзасцев.
Оказавшись в системе подготовки «Страсбура», Гамейро неплохо зарекомендовал себя и дебютировал в матче за основной состав 10 сентября 2005 года. Молодой нападающий вышел на замену в гостевом матче против «Пари Сен-Жермен», который его команда проиграла со счётом 0:1. Первый гол в Лиге 1 Гамейро забил 4 февраля 2006 года в ворота «Ланса». Впрочем, и в этом матче «Страсбур» уступил — 1:2. Удалось Гамейро в том сезоне отметиться и в Кубке УЕФА. В том турнире Кевин провёл 3 матча и забил 2 гола (оба в дебютном матче против «Црвены Звезды» 14 декабря 2005 года, завершившемся со счётом 2:2).
По итогам сезона 2005/06 «Страсбур» вылетел в Лигу 2, в которой Гамейро провёл 16 игр и забил 3 мяча, помогая тем самым своей команде вернуться в высший дивизион французского футбола.
Сезон 2007/08 у «Страсбура» вновь не задался. Команда по итогам чемпионата заняла 19-е место и вновь покинула Лигу 1. Гамейро же в элитной лиге остался, перейдя в июле 2008 года в «Лорьян». В первый же сезон в «Лорьяне» Гамейро забил 11 голов в Лиге 1 и помог своей новой команде достичь лучшего на тот момент результата в её истории — 10-го места.
Чемпионат 2009/10 бретонский клуб провёл ещё удачнее, финишировав на 7-й позиции. Гамейро с 17 голами стал вторым бомбардиром первенства, лишь на 1 мяч отстав от Мамаду Ньянга из «Марселя». Голы Гамейро в том сезоне помогли «Лорьяну» выбить из кубка лиги «Лион» (1:0) и разгромить в 23-м туре ПСЖ на Парк де Пренс (3:0).
19 февраля в 24 туре против Бордо оформил хет-трик тем самым помог своему клубу разгромить гостей, тот матч закончился 5:1 в пользу Лорьяна.
12 июня Гамейро перешёл в «Пари Сен-Жермен». Контракт был рассчитан на 4 года, а сумма трансфера составила 10 млн евро. Первый гол за ПСЖ Кевин забил в матче второго тура в ворота «Ренна» 13 августа 2011 года. В матче 10-го тура в гостях с «Аяччо» 16 октября 2011 года оформил свой второй хет-трик в карьере и первый в составе ПСЖ.
25 июля 2013 года Кевин Гамейро подписал 5-летний контракт с испанским клубом «Севилья». Сыграв 54 матча, Гамейро забил 22 мяча.
30 июля 2016 года Гамейро подписал 4-летнее соглашение с «Атлетико». Сумма трансфера составила 32 миллиона евро. За два года в «Атлетико» Кевин забил 27 мячей, но лишь 11 раз выходил на поле в стартовом составе.
12 июля 2018 года «Валенсия» подписала Кевина за 16 миллионов евро + бонусы.

## Национальная сборная
Гамейро выступал за юношеские сборные Франции в возрастах до 18, до 20 и до 21 года. Дебютировал за первую сборную 3 сентября 2010 года в отборочном матче к Евро-2012 с командой Беларуси, появившись на поле на 80-й минуте.

## Достижения
«Пари Сен-Жермен»
- Чемпион Франции: 2012/13

«Севилья»
- Победитель Лиги Европы (3): 2013/14, 2014/15, 2015/16

«Атлетико»
- Победитель Лиги Европы: 2017/18

«Валенсия»
- Обладатель Кубка Испании: 2018/19

## Статистика

### Клубная
| Клуб                       | Сезон                      | Лига | Лига | Кубки | Кубки | Еврокубки | Еврокубки | Всего | Всего |
| Клуб                       | Сезон                      | Игры | Голы | Игры  | Голы  | Игры      | Голы      | Игры  | Голы  |
| -------------------------- | -------------------------- | ---- | ---- | ----- | ----- | --------- | --------- | ----- | ----- |
| Страсбур                   | 2005/06                    | 8    | 1    | 1     | 2     | 3         | 2         | 12    | 5     |
| Страсбур                   | 2006/07                    | 16   | 3    | 4     | 3     | 0         | 0         | 20    | 6     |
| Страсбур                   | 2007/08                    | 34   | 6    | 2     | 0     | 0         | 0         | 36    | 6     |
| Всего за «Страсбур»        | Всего за «Страсбур»        | 58   | 10   | 7     | 5     | 3         | 2         | 68    | 17    |
| Лорьян                     | 2008/09                    | 37   | 11   | 2     | 2     | 0         | 0         | 39    | 13    |
| Лорьян                     | 2009/10                    | 35   | 17   | 5     | 2     | 0         | 0         | 40    | 19    |
| Лорьян                     | 2010/11                    | 36   | 22   | 5     | 2     | 0         | 0         | 41    | 24    |
| Всего за «Лорьян»          | Всего за «Лорьян»          | 108  | 50   | 12    | 6     | 0         | 0         | 120   | 56    |
| ПСЖ                        | 2011/12                    | 34   | 11   | 4     | 2     | 7         | 1         | 45    | 14    |
| ПСЖ                        | 2012/13                    | 25   | 8    | 4     | 1     | 1         | 0         | 30    | 9     |
| Всего за «ПСЖ»             | Всего за «ПСЖ»             | 59   | 19   | 8     | 3     | 8         | 1         | 75    | 23    |
| Севилья                    | 2013/14                    | 35   | 15   | 1     | 0     | 13        | 6         | 49    | 21    |
| Севилья                    | 2014/15                    | 26   | 8    | 6     | 5     | 12        | 4         | 44    | 17    |
| Севилья                    | 2015/16                    | 31   | 16   | 5     | 3     | 14        | 9         | 50    | 28    |
| Всего за «Севилью»         | Всего за «Севилью»         | 92   | 39   | 12    | 8     | 39        | 19        | 143   | 66    |
| Атлетико                   | 2016/17                    | 31   | 12   | 6     | 2     | 9         | 2         | 46    | 16    |
| Атлетико                   | 2017/18                    | 25   | 7    | 3     | 1     | 8         | 3         | 36    | 11    |
| Всего за «Атлетико Мадрид» | Всего за «Атлетико Мадрид» | 56   | 19   | 9     | 3     | 17        | 5         | 82    | 27    |
| Валенсия                   | 2018/19                    | 33   | 6    | 9     | 3     | 13        | 3         | 55    | 12    |
| Валенсия                   | 2019/20                    | 29   | 6    | 3     | 0     | 7         | 2         | 39    | 8     |
| Валенсия                   | 2020/21                    | 27   | 4    | 0     | 0     | 0         | 0         | 27    | 4     |
| Всего за «Валенсию»        | Всего за «Валенсию»        | 89   | 16   | 12    | 3     | 20        | 5         | 121   | 24    |
| Всего                      | Всего                      | 458  | 153  | 60    | 28    | 87        | 32        | 605   | 213   |

### Международная
| Матчи Гамейро за сборную Франции | Матчи Гамейро за сборную Франции | Матчи Гамейро за сборную Франции | Матчи Гамейро за сборную Франции | Матчи Гамейро за сборную Франции | Матчи Гамейро за сборную Франции |
| №                                | Дата                             | Оппонент                         | Счёт                             | Голы Гамейро                     | Соревнование                     |
| -------------------------------- | -------------------------------- | -------------------------------- | -------------------------------- | -------------------------------- | -------------------------------- |
| 1                                | 3 сентября 2010                  | Беларусь                         | 0-1                              | -                                | Отборочный матч ЧЕ-2012          |
| 2                                | 9 февраля 2011                   | Бразилия                         | 1-0                              | -                                | Товарищеский матч                |
| 3                                | 29 марта 2011                    | Хорватия                         | 0-0                              | -                                | Товарищеский матч                |
| 4                                | 6 июня 2011                      | Украина                          | 4-1                              | 1                                | Товарищеский матч                |
| 5                                | 9 июня 2011                      | Польша                           | 1-0                              | -                                | Товарищеский матч                |
| 6                                | 10 августа 2011                  | Чили                             | 1-1                              | -                                | Товарищеский матч                |
| 7                                | 11 октября 2011                  | Босния и Герцеговина             | 1-1                              | -                                | Отборочный матч ЧЕ-2012          |
| 8                                | 11 ноября 2011                   | США                              | 1-0                              | -                                | Товарищеский матч                |
| 9                                | 6 сентября 2016                  | Беларусь                         | 0-0                              | -                                | Отборочный матч ЧМ-2018          |
| 10                               | 7 октября 2016                   | Болгария                         | 4-1                              | 2                                | Отборочный матч ЧМ-2018          |
| 11                               | 10 октября 2016                  | Нидерланды                       | 1-0                              | -                                | Отборочный матч ЧМ-2018          |
| 12                               | 15 ноября 2016                   | Кот-д’Ивуар                      | 0-0                              | -                                | Товарищеский матч                |
| 13                               | 28 марта 2017                    | Испания                          | 0-2                              | -                                | Товарищеский матч                |